# Racomitrium austrogeorgicum
Racomitrium austrogeorgicum là một loài Rêu trong họ Grimmiaceae. Loài này được Paris mô tả khoa học đầu tiên năm 1896.